# Доллар Северного Борнео
Доллар Северного Борнео — денежная единица Британского Северного Борнео с 1882 по 1953 годы. 1 доллар делился на 100 центов.
Доллар Северного Борнео имел тот же курс, что и обращавшийся в Малайе и Сингапуре доллар Проливов (и заменивший его в 1939 году малайский доллар), 1 доллар обменивался на 2 шиллинга 4 пенса. В годы японской оккупации (1942—1945) выпускались оккупационные доллары, которые обменивались по курсу 1 доллар = 1 иена (в то время как довоенный курс составлял 1 доллар = 2 иены). После войны японские оккупационные деньги были объявлены не имеющими ценности, и доллар восстановил свою довоенную ценность.
В 1953 году доллар Северного Борнео заменила другая денежная единица — доллар Малайи и Британского Борнео.

## Монеты
Чеканились монеты номиналом в ½ цента, 1 цент, 2½ цента, 5 центов и 25 центов. Лишь монеты номиналом в 25 центов чеканились из драгоценных металлов.

## Банкноты
Выпускались банкноты номиналами в 25 центов, 50 центов, 1, 5, 10 и 25 долларов. За всё время существования денежной единицы дизайн банкнот не менялся, однако их размеры варьировались. На банкнотах помещались герб, гора Кинабалу, или оба изображения.